# إرزبرغ روديو
إرزبرغ روديو هو حدث دراجات نارية سنوي في النمسا يقام في مايو أو يونيو ويعتبر الحدث الأكبر من نوعه في أوروبا يتم فيه توزيع الجوائز للفائزين بالمراكز المتقدمة.